# Samir Kamouna
Samir Kamouna (en árabe: سمير كمونة‎; El Cairo, Egipto, 2 de abril de 1972) es un exfutbolista y entrenador de fútbol de Egipto que jugaba en la posición de defensa.

## Carrera

### Club
| Periodo   | Club                    |
| --------- | ----------------------- |
| 1992-1996 | Al-Mokawloon Al-Arab SC |
| 1996-1998 | Al-Ahly SC              |
| 1998–1999 | 1. FC Kaiserslautern    |
| 1999–2001 | Bursaspor               |
| 2001      | → Al-Ahly SC (cedido)   |
| 2002      | Al-Ahly SC              |
| 2003–2004 | Ittihad Alexandria      |
| 2004–2006 | Al-Masry SC             |
| 2006–2007 | Petrojet SC             |

### Selección nacional
A nivel menor jugó en la Copa Mundial de Fútbol Sub-20 en Australia. Jugó para Egipto en 45 ocasiones de 1995 a 2000 y anotó ocho goles, participó en dos ediciones de la Copa Africana de Naciones y en la Copa FIFA Confederaciones 1999 en México.

### Entrenador
| Periodo   | Club                |
| --------- | ------------------- |
| 2015–2016 | El-Raja SC          |
| 2016      | Ghazl El Mahalla SC |
| 2016–2017 | Al-Ahly B           |
| 2017–2018 | El Sharkia SC       |
| 2018      | Ala'ab Damanhour SC |
| 2018      | Ghazl El Mahalla SC |
| 2019–2021 | El Minya SC         |

## Logros

### Club
- primera División de Egipto (2): 1996/97, 1997/98
- Copa de Egipto (2): 1994/95, 2002/03
- Supercopa de Egipto (2): 1997, 1998

### Selección nacional
- Copa Africana de Naciones (1): 1998